# Волфганг Глаземер
Волфганг Глаземер (на немски: Wolfgang Glaesemer) е германски офицер, който служи по време на Втората световна война.

## Живот и кариера
Волфганг Глаземер е роден на 14 март 1899 г. в Римберг, Германска империя.
Издигнат е в ранг оберст на 1 януари 1942 г. Заема позицията на временен командир на 7-а танкова дивизия между 17 и 20 август 1943 г. и отново от 28 до 30 януари 1944 г.
Умира на 10 април 1999 г.

## Дати на произвеждане в звание
- Оберст – 1 януари 1942 г.[1]

## Награди
- Златен Германски кръст – 21 февруари 1942 г.[1]
- Рицарски кръст – 12 февруари 1943 г.[1]